# L'Homme de douleurs (Dürer)
Pour les articles homonymes, voir Homme de douleurs et Ecce homo.
L'Homme de douleurs, parfois intitulé Ecce homo, est un tableau réalisé par Albrecht Dürer vers 1493, à l'âge de 21 ou 22 ans. Cette huile sur panneau (30 x 19 cm)  est conservée à la Staatliche Kunsthalle de Karlsruhe.

## Présentation
L'« Homme de douleurs » désigne, dans l'iconographie chrétienne, l'apparence de Jésus-Christ entre le moment de sa crucifixion et celui de sa résurrection. L'expression vient d'un verset du Livre d'Isaïe (Is 53:3) : « Objet de mépris, abandonné des hommes, homme de douleurs, familier de la souffrance... » Le mot « douleurs »  est toujours au pluriel : אִישׁ מַכְאֹבוֹת  (ish makh'ovot) dans la Bible hébraïque et vir dolorum dans la Vulgate. L'« homme de douleurs » se réfère au « Serviteur souffrant » d'Isaïe.
Le thème de l'Ecce homo, proche de l'« homme de douleurs », a également été traité par Dürer dans plusieurs gravures, dont celles des séries de la Grande Passion (conservée à l'Albertina de Vienne) et de la Petite Passion (au British Museum).
Dans ses dernières années, Dürer s'est représenté lui-même en « homme de douleurs » dans l'autoportrait qui se trouve à la Kunsthalle de Brême.

## L'Homme de douleurs et l'Ecce homo par Albrecht Dürer

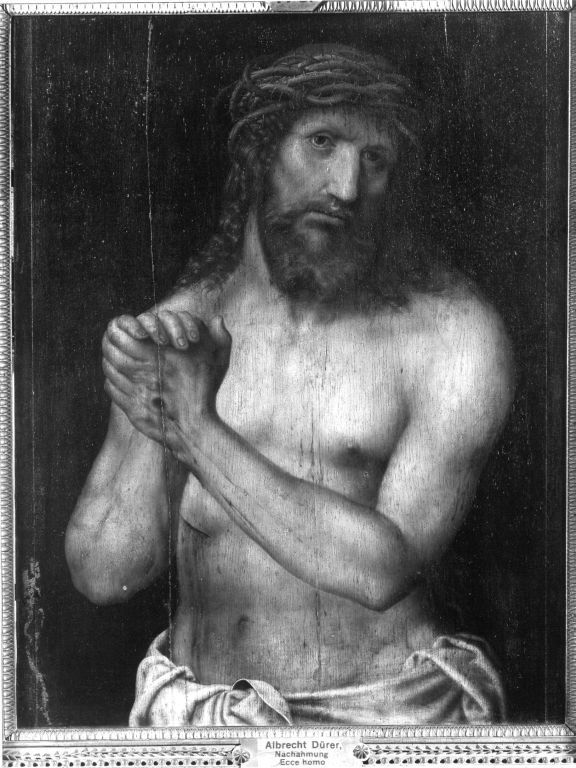
Ecce homo, Collection de peinture de l'État de Bavière
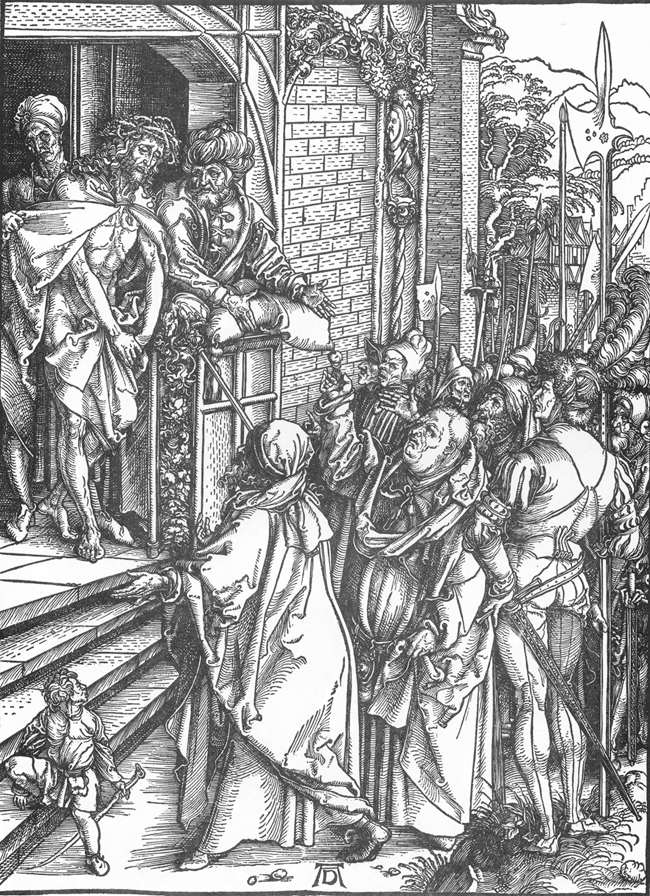
Ecce homo, Grande Passion, 1499, Albertina de Vienne
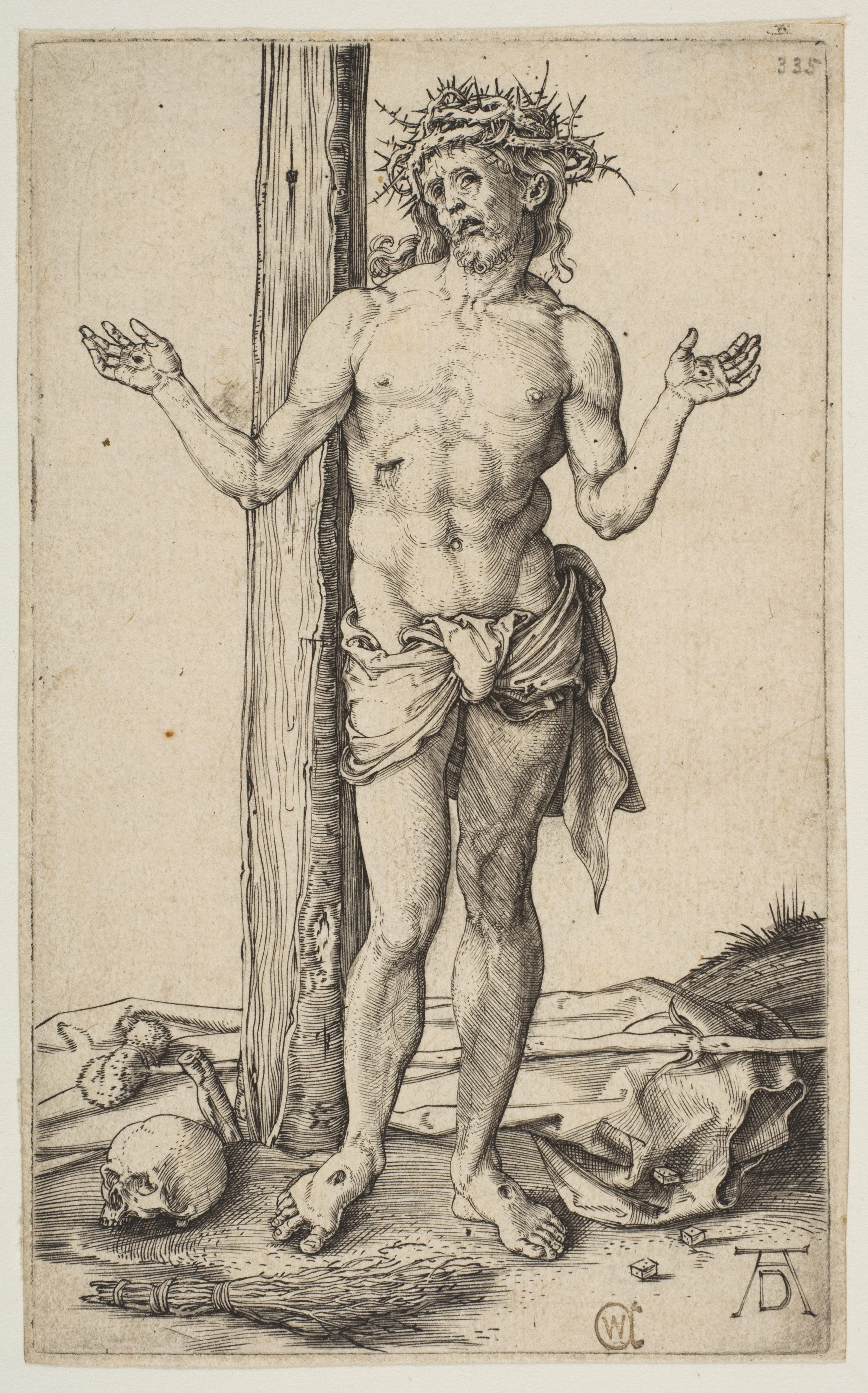
L'Homme de douleurs aux bras écartés, v. 1500, Metropolitan Museum of Art
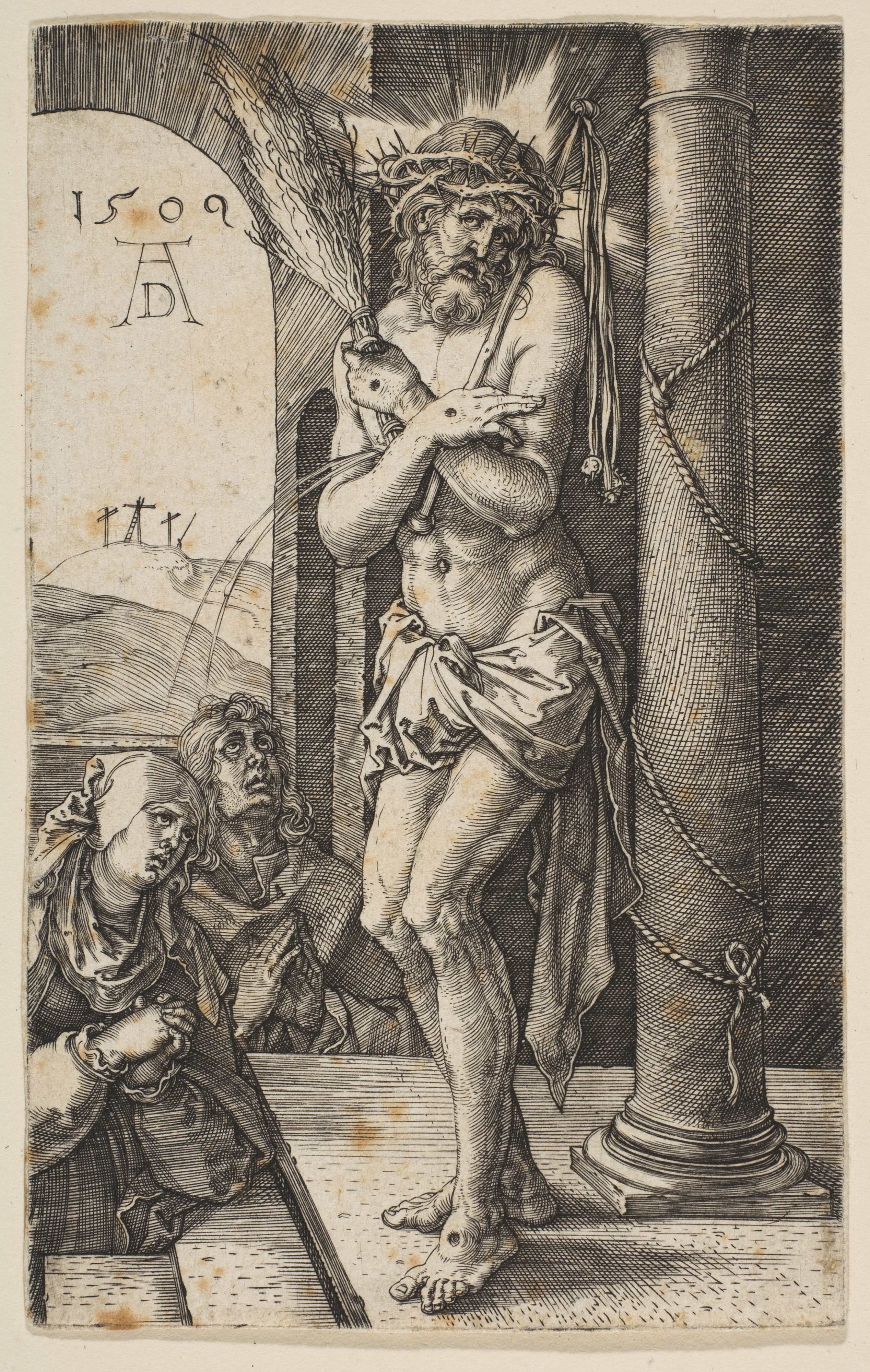
L'Homme de douleurs, Passion, 1509, Metropolitan Museum of Art
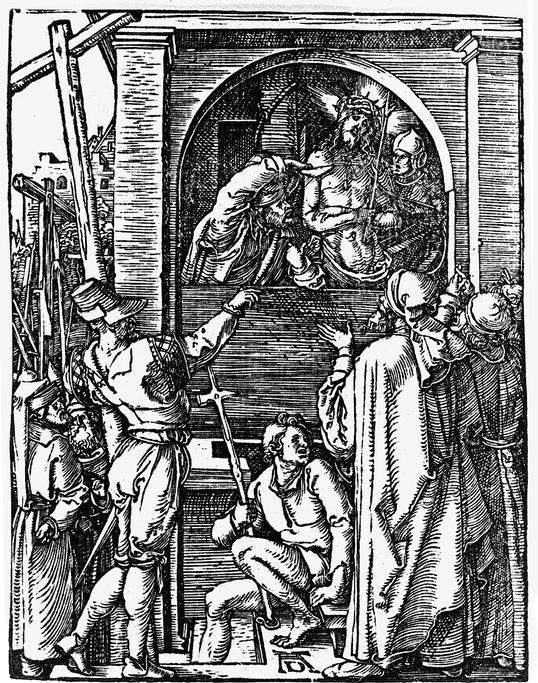
Ecce homo, Petite Passion, 1511
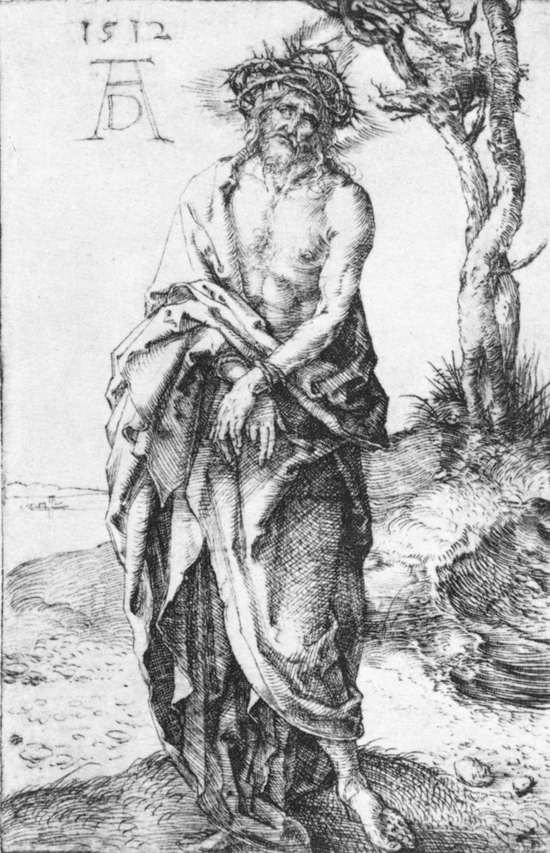
L'Homme de douleurs aux mains liées, 1512, Albertina de Vienne
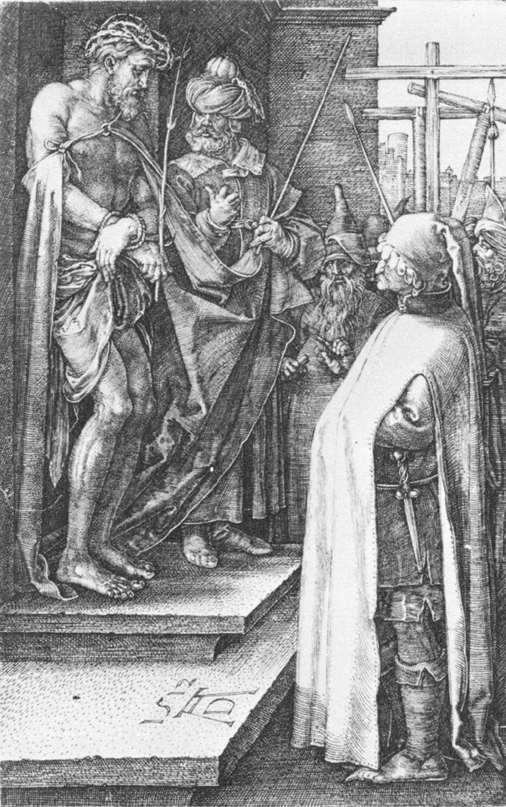
Ecce homo, 1512, Musée d'art de l'université de Princeton
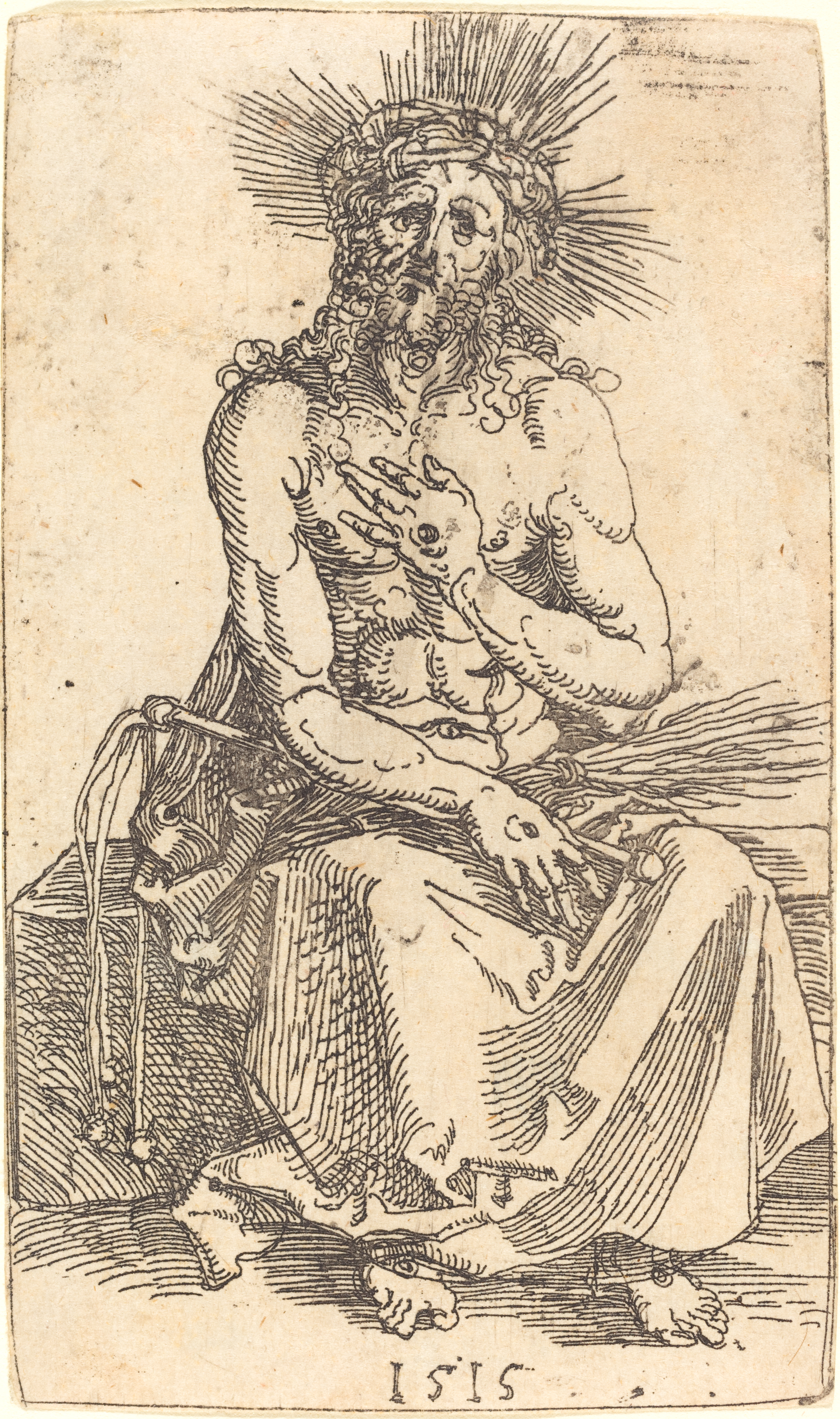
L'Homme de douleurs assis, 1515, National Gallery of Art
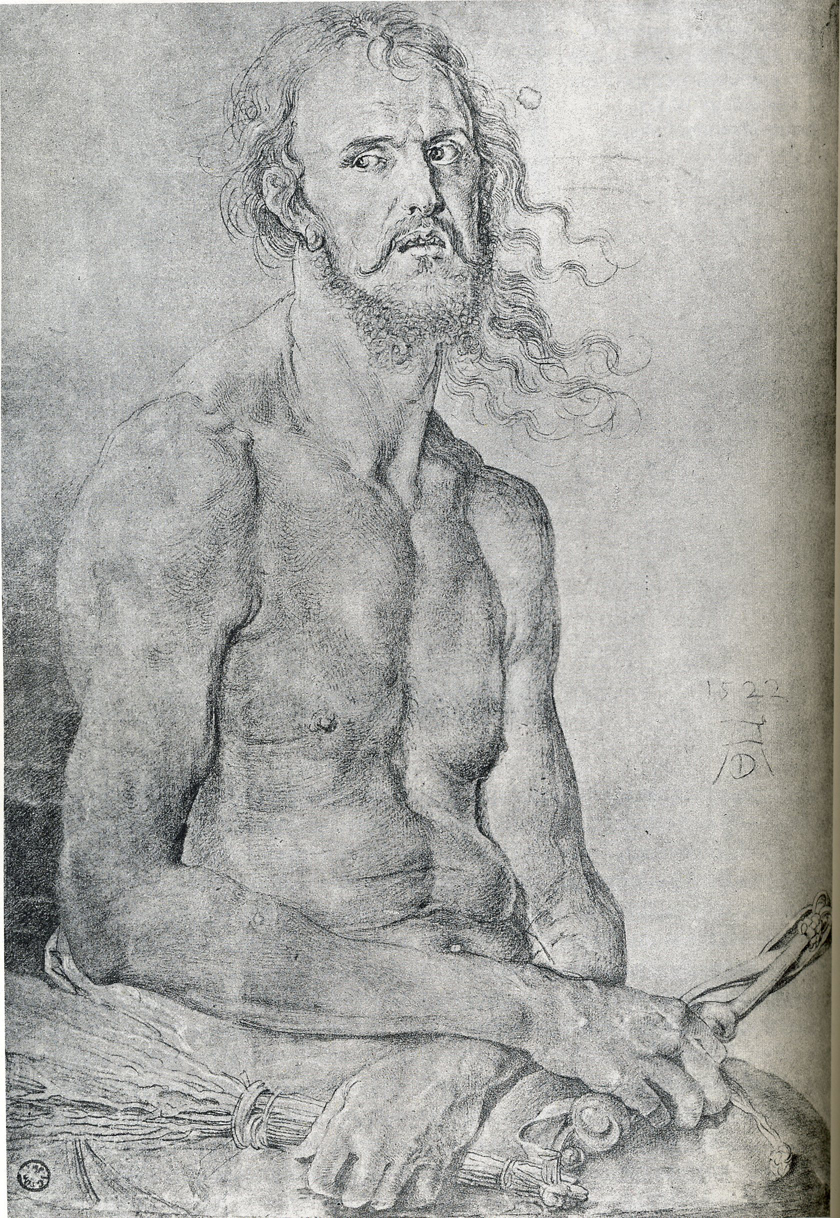
Autoportrait en homme de douleurs, 1522, Kunsthalle de Brême